# St. Paul (Iowa)
Pour les articles homonymes, voir Saint-Paul.
St. Paul est une ville du  comté de Lee, en Iowa, aux États-Unis. Elle est  incorporée le 1er avril 1895.

## Source de la traduction
- (en) Cet article est partiellement ou en totalité issu de l’article de Wikipédia en anglais intitulé « St. Paul, Iowa » (voir la liste des auteurs).